# Élinvar

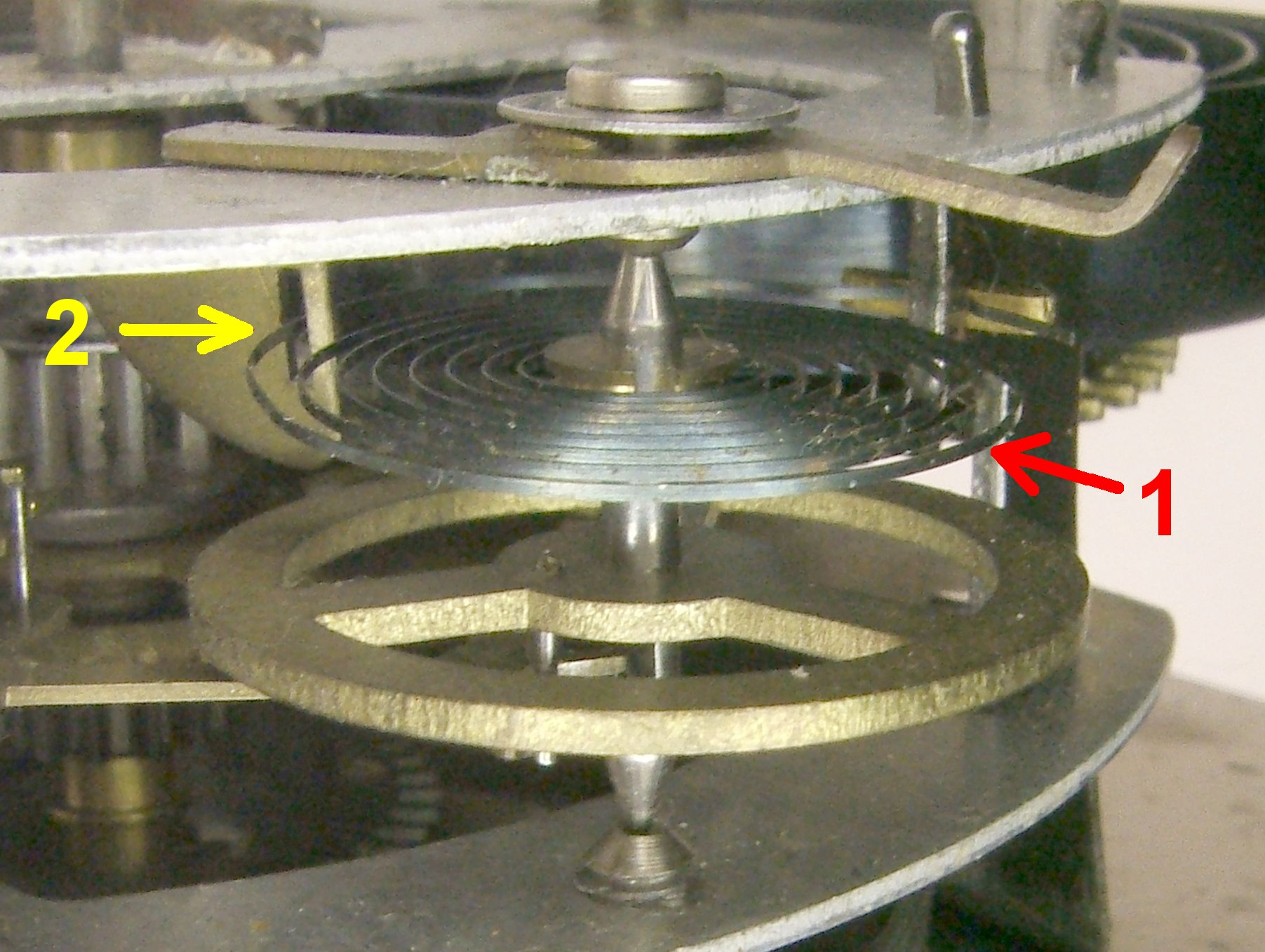
Ressort spiral (1) d'une montre dont la précision est améliorée par l'élinvar

L’élinvar (élasticité invariable) est un acier fortement allié au nickel (36 % de nickel, 12 % de chrome) découvert par le physicien suisse Charles Édouard Guillaume vers 1920, et caractérisé par une très faible variation de son module de Young avec la température, d’où son utilisation dans la fabrication des ressorts des chronomètres de précision.